# Clàssica de Sant Sebastià 1998
La Clàssica de Sant Sebastià 1998, 18a edició de la Clàssica de Sant Sebastià, és una cursa ciclista que es va disputar el 8 d'agost de 1998 sobre un recorregut de 232 km. La cursa formà part de la Copa del món de ciclisme
Van prendre la sortida 192 corredors, dels quals 132 finalitzaren la cursa.
El vencedor final fou l'italià Francesco Casagrande, de l'equip Cofidis, que s'imposà a l'esprint als seus companys d'escapada, el belga Axel Merckx (Team Polti) i l'italià Leonardo Piepoli (Saeco-Cannondale).

## Classificació general
|    | Ciclista             | Equip                 | Temps      |
| -- | -------------------- | --------------------- | ---------- |
| 1  | Francesco Casagrande | Cofidis               | 5h 43' 45" |
| 2  | Axel Merckx          | Team Polti            | m. t.      |
| 3  | Leonardo Piepoli     | Saeco-Cannondale      | + 02"      |
| 4  | Andrea Tafi          | Mapei-Bricobi         | + 1' 15"   |
| 5  | Daniele Nardello     | Mapei-Bricobi         | + 1' 15"   |
| 6  | Maximilian Sciandri  | La Française des Jeux | + 1' 20"   |
| 7  | Ángel Casero         | Vitalicio Seguros     | + 1' 20"   |
| 8  | Léon van Bon         | Rabobank              | + 1' 43"   |
| 9  | Udo Bolts            | Team Telekom          | + 1' 43"   |
| 10 | Giuseppe di Grande   | Mapei-Bricobi         | + 1' 43"   |